# Imperator Nikolái I (1889)
Imperator Nikolái I (en ruso: Император Николай I), en ocasiones traducido completamente al español como Emperador Nicolás I, fue un buque blindado de la Flota del Báltico de la Armada Imperial Rusa. Participó en la Batalla de Tsushima como buque insignia del 3.º Escuadrón del Pacífico, que acabó en una grave derrota rusa y fue capturado por los japoneses, que lo pusieron al servicio de la Armada Imperial Japonesa.
Encargado a la Sociedad de Fábricas Franco-Rusas en 1885. Era un tipo mejorado del blindado Imperator Aleksándr II o Emperador Alejandro II, con una instalación de torreta, una popa modificada y la ubicación de botes y embarcaciones cambiada. Comisionado en junio de 1886, fue botado el 20 de mayo de 1889 y asignado en abril de 1891.
Su nombre fue en honor del Zar Nicolás I, como ya llevó un navío de línea ruso del siglo XIX, Imperator Nikolái I, el cual también llevó el citado nombre en latín macarrónico.

## Construcción

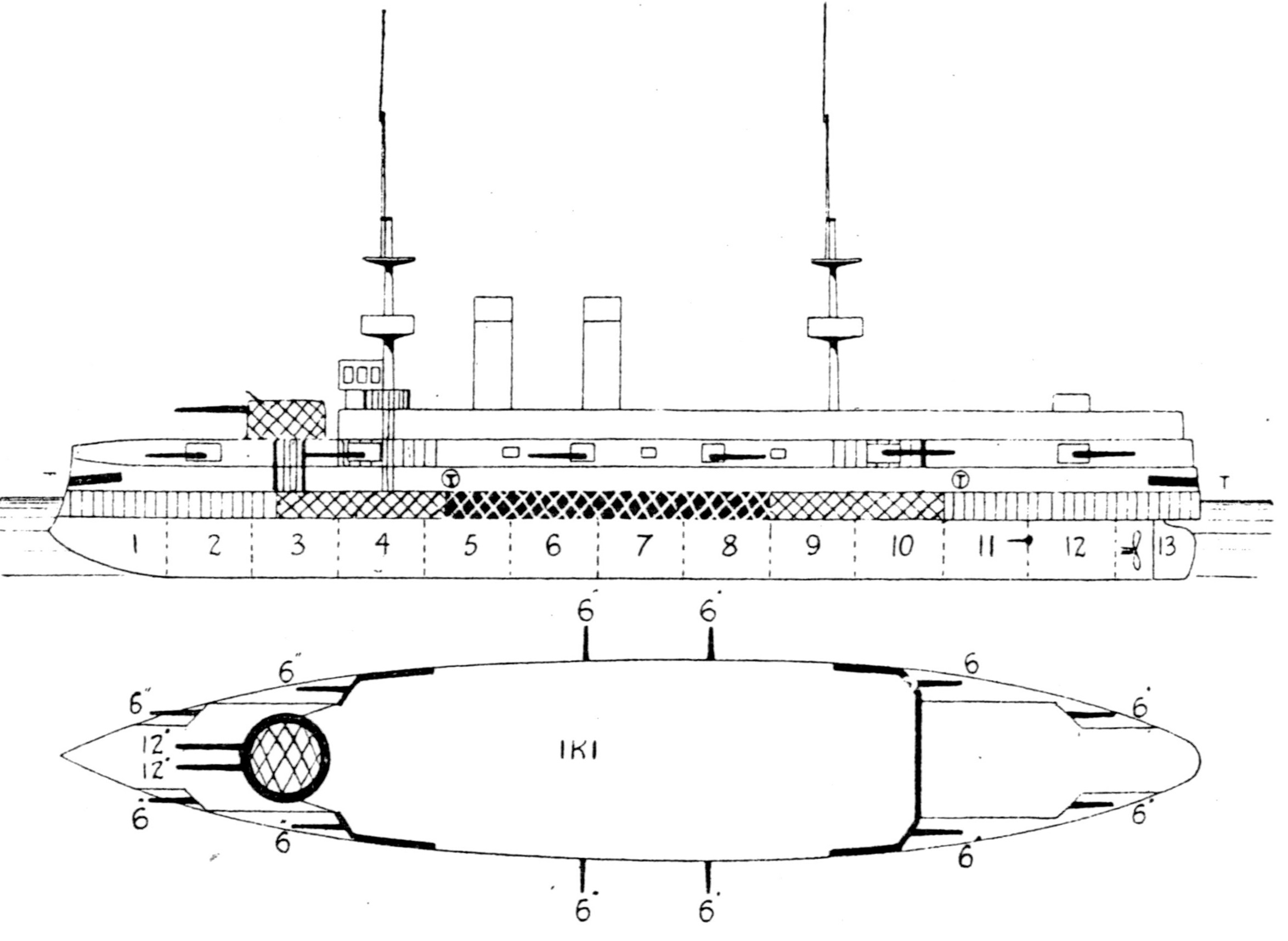
Diagrama del acorazado.

Obra del ingeniero naval P. A. Titov. La supervisión de la construcción estuvo a cargo del constructor naval sénior N. E. Kuteinikov. Otros ingenieros navales presentes fueron: A. N. Krylov, E. A. Vvedenski, N. P. Jomiakov y P. I. Bókov.
Por iniciativa de P. A. Titov, el acorazado se construyó sin redes; en su lugar, se utilizaron refuerzos del fondo y de la cubierta.
Para el acorazado Imperator Nikolái I en 1887, se desarrolló un diseño ex profeso para una montura de barbeta de dos cañones de 305 mm/35 en proa y una montura de barbeta de un solo cañón de 305 mm/35 en popa en lugar de dos cañones de popa. Sin embargo, en 1888, el gran duque Alejo Alexandrovich ordenó que los cañones de 305 mm/35 en la montura de proa fueran reemplazados por cañones de 305 mm/30, y que el de popa fuera abandonado por completo. En 1888, por iniciativa del revisor N. E. Kuteinikov decidió sustituir la instalación de cañonería de proa por una torreta cerrada, lo que provocó una sobrecarga de 50 toneladas.
La construcción del blindado acabó en escándalo. Los mecanismos instalados no alcanzaron su capacidad diseñada y, como resultado, no se alcanzó la velocidad esperada según su diseño.

## Servicio en la Armada Imperial Rusa

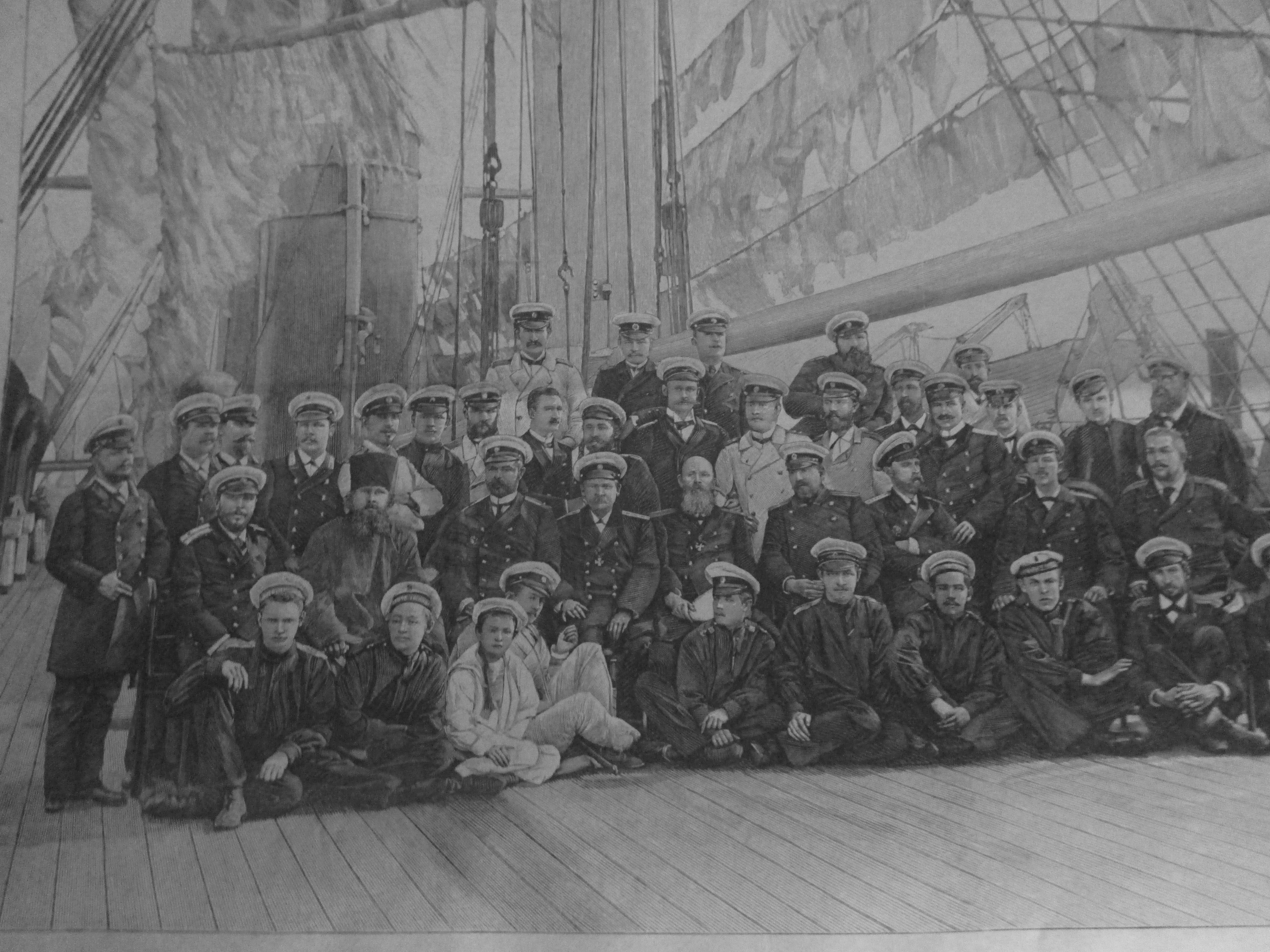
Tripulación del Imperator Nikoláo I en Tolón, Francia (1893)

- 1893 - Cruzó el Atlántico y participó en las celebraciones del IV Centenario del Descubrimiento de América en la ciudad de Nueva York.
- Servicio en el Mediterráneo. El barco visitó la escuadra francesa de la flota rusa en Tolón en octubre de 1893 como parte de la alianza franco-rusa, y luego navegó frente a la costa de Grecia y Malta como parte de la escuadra del Mediterráneo. Fue comandado por el capitán Richard Románovich Dicker (1847-1939).
- 1895-1896 - Realizó una campaña en el Lejano Oriente bajo la bandera del contralmirante Makárov y el mando directo del barón Dimitri von Fölkersahm.
- 1897-1898 - Como parte del escuadrón del contralmirante Pável Petróvich Andréiev, participó en la operación internacional de mantenimiento de la paz en Creta. Durante el agravamiento de la crisis cretense y el comienzo de la masacre de cristianos en Creta el 24 y 25 de enero de 1897, participó, junto con varios barcos de otras grandes potencias, en el rescate de la población griega de Creta, llevando a bordo a unos 1.500 civiles a la Grecia continental (junto con el cañonero Zaporozhets).
- 1898-1900 - Remodelado. La velocidad aumenta a 16,85 nudos.
- 1901 - Servicio en el Mediterráneo.
- 1902 - Vuelta al Báltico. Se cambia la composición de la artillería de pequeño calibre, se rebajan las plataformas de batalla y se agregan dos plataformas de reflectores.
- 1904 - La cabina fue cortada y reemplazada por un cañón de 152 mm de calibre 45 y seis cañones de 47 mm.

### Campaña del Pacífico
La guerra ruso-japonesa había comenzado el 8 de febrero de 1094jul. con un ataque japonés a Port Arthur, donde los rusos estaban trabajando en construir una base naval para la flota del Extremo Oriente de Alekséi Kuropatkin.
Tras la muerte de Stepán Makárov a bordo del buque insignia Petropávlovsk en el bloqueo de Port Arthur, el nuevo comandante de la flota rusa en el Pacífico, Wilgelm Vitgeft, era defensor de esperar refuerzos de las flotas europeas rusas (especialmente la báltica, la flota más poderosa); mientras que el virrey del Extremo Oriente ruso, Yevgueni Alekséyev, bastardo de Alejandro II y almirante de la Armada Imperial Rusa, prefería atacar directamente a los japoneses rompiendo el cerco a Port Artur valiéndose de la guarnición de Port Arthur reforzada con el pequeño destacamento de Vladivostok.
Tras meses de intercambio de opiniones entre ambos militares, el virrey Alekséyev contactó con San Petersburgo y el zar Nicolás II coincidió con él en el plan de la rotura del cerco y reagrupación del 1.º Escuadrón del Pacífico en Vladivostok. El zar indicó que se realizase la salida de los buques cercados en Port Arthur a la máxima brevedad.
El 28 de juliojul./ 10 de agosto de 1905greg., el almirante Vitgeft enarboló su bandera en el buque insignia Tsesarévich y partió hacia la que sería su última batalla, la batalla del mar Amarillo. Aunque el movimiento inicial de la escuadra de Vitgeft hábilmente ocultó su intención real realizando maniobras de fuga en la salida de la bahía para retrasar la concentración de fuerzas de la escuadra japonesa de Tōgō, para las 11:00 AM se hizo clara su intención y el almirante japonés comenzó a ordenar la persecución de los buques rusos que se dirigían a hacer un primer agrupamiento cerca de un islote designado.
Algo después del mediodía comenzarían los primeros disparos entre buques de ambas armadas, que irían aumentando los enfrentamientos buque a buque durante todo el día, siendo bien aguantado por la escuadra rusa hasta que a las 18:40 un disparo del Asahi acertó en la cubierta de mando del Tsesarévich matando al almirante Vitgeft y a los oficiales que se encontraban con él, descordando a `partir de ese momento al línea de batalla rusa. Tan sólo el Peresvet, bajo el mando directo príncipe Pável Ujtomski pareció advertir la muerte del comandante ruso, pero su mástil de proa había sido derribado por proyectiles japoneses, lo que le impido desplegar banderas de señales. Unas dos horas más tarde, ya sin luz en el mar, el grueso de la flota rusa decidió desistir en la rotura del cerco y regresar a Port Arthur.
En septiembre de 1904, los japoneses intentaron un segundo asalto terrestre a Port Arthur como ya habían intentado a finales de julio. Si bien el asalto volvió a fallar, quedó patentado que la disminución de la artillería proporcionada por los acorazados perdidos en la batalla del mar Amarillo podía suponer el punto de inflexión en la defensa de la base naval rusa, lo que apresuró la organización del 2.º Escuadrón del Pacífico.
El 3 de octubrejul./ 16 de octubre de 1904greg. partió la fuerza principal de la flota del Báltico, renombrada como 2.º Escuadrón del Pacífico, para socorrer al cerco de Port Arthur y conseguir la superioridad naval que impediría nuevos desembarcos japoneses en Corea y China. Sin embargo, la primera semana de diciembre los japoneses consiguieron destruir la escuadra rusa, lo que sumado a las ya numerosas bajas que habían sufrido los sitiados, dejaba casi sin defensas al baluarte ruso en Liaodong. El 20 de diciembre de 1904jul./ 2 de enero de 1905greg. la ciudad capituló frente a los japoneses.
Las noticias del frente pacífico dieron cuenta a los rusos de que necesitarían muchos más medios de los que inicialmente preveían para derrotar al Imperio japonés, por lo que decidieron preparar un 3.º Escuadrón del Pacífico con buques menos modernos que sirvieran de apoyo de segunda línea al 2.º Escuadrón que ya se encontraba en ruta.
El 3 de febrerojul./ 16 de febrero de 1905greg., el Imperator Nikolái I fue designado buque insignia del Destacamento Separado de Buques, luego renombrado, 3.º Escuadrón del Pacífico, bajo el mando del contralmirante Nikolái Nebogatov. El barco estuvo comandado por el Capitán de 1.º Rango V. V. Smirnov desde el 30 de noviembrejul./ 13 de diciembre de 1904greg..
Tras seguir una ruta apresurada por el Mar Mediterráneo, Canal de Suez y Estrecho de Singapur, se reunieron con el resto de la flota rusa el 26 de abriljul./ 9 de mayo de 1905greg. en la bahía cerca de Khánh Hòa, en la Indochina francesa, donde les esperaban desde hacía un mes.
El 14 de mayojul./ 27 de mayo de 1905greg. participó en la Batalla de Tsushima. No sufrió daños graves (excepto por el cañón roto o agrietado del cañón izquierdo de la torreta de 305 mm), pero consumió más de 2/3 de su munición. Las bajas fueron 11 muertos y 16 heridos. Infligió daños al acorazado japonés Fuji y a los cruceros acorazados Asama e Izumo. Al día siguiente, 15 de mayojul./ 28 de mayo de 1905greg., hacia las 10 de la mañana se rindió por orden del contralmirante Nebogatov, tras juzgar que los remanentes de la flota rusa estaban rodeados por las fuerzas japonesas.
El 13 de septiembrejul./ 26 de septiembre de 1905greg. fue eliminado de la lista oficial de la Armada Imperial Rusa.

## Servicio en la Armada Imperial Japonesa

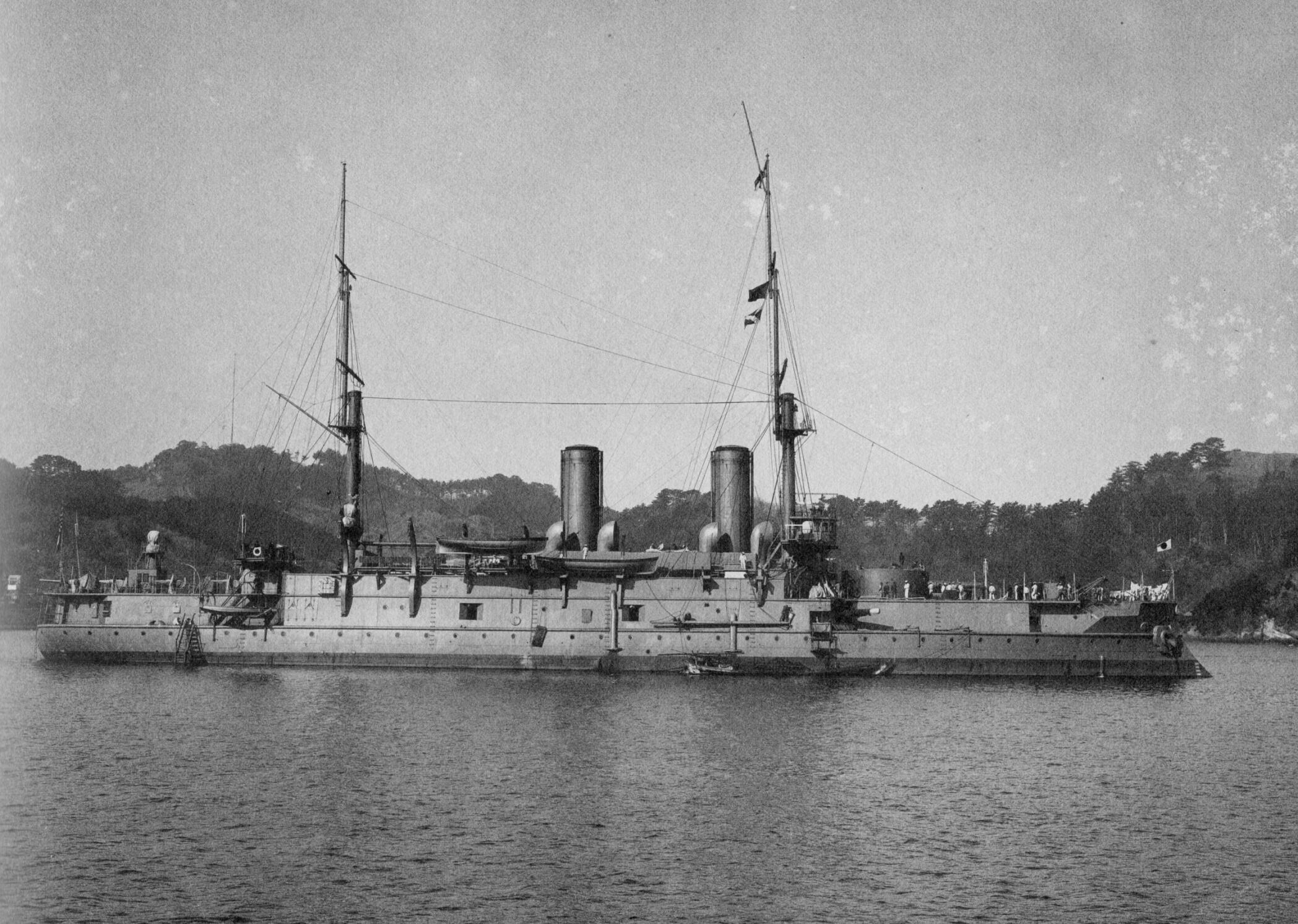
El acorazado Iki en Yokosuka, 12 de febrero de 1906.

El 23 de mayo de 1905, fue incluida en la Armada Imperial Japonesa con el nuevo nombre de Iki (壱岐 Iki?). Después de rápidas reparaciones y pintura, el blindado, junto con el Mishima (ex-Almirante Siniavin) y el Okinoshima (ex-General-Almirante Apraksin), apoyaron a las tropas japonesas cerca de la isla de Karafuto, y después de la guerra realizó las tareas de un barco artillero de entrenamiento.
En 1910, se modernizó y fue reclasificado como blindado de defensa costera. Según algunos informes, al mismo tiempo sus antiguos cañones principales fueron reemplazados por unos cañones japoneses de 305 mm de 40 calibres. Manteniendo su rango como blindado de defensa costera, fue utilizado como buque escuela para una escuela de barcos y fue asignado al Arsenal Naval de Yokosuka. La tripulación del acorazado en ese momento era de 611 personas. El acorazado no participó activamente en la Primera Guerra Mundial, pero participó en tareas de patrulla frente a sus costas.
En octubre de 1915, los cruceros de batalla Kongō y Hiei lo hundieron como objetivo.

## Evaluación de proyecto

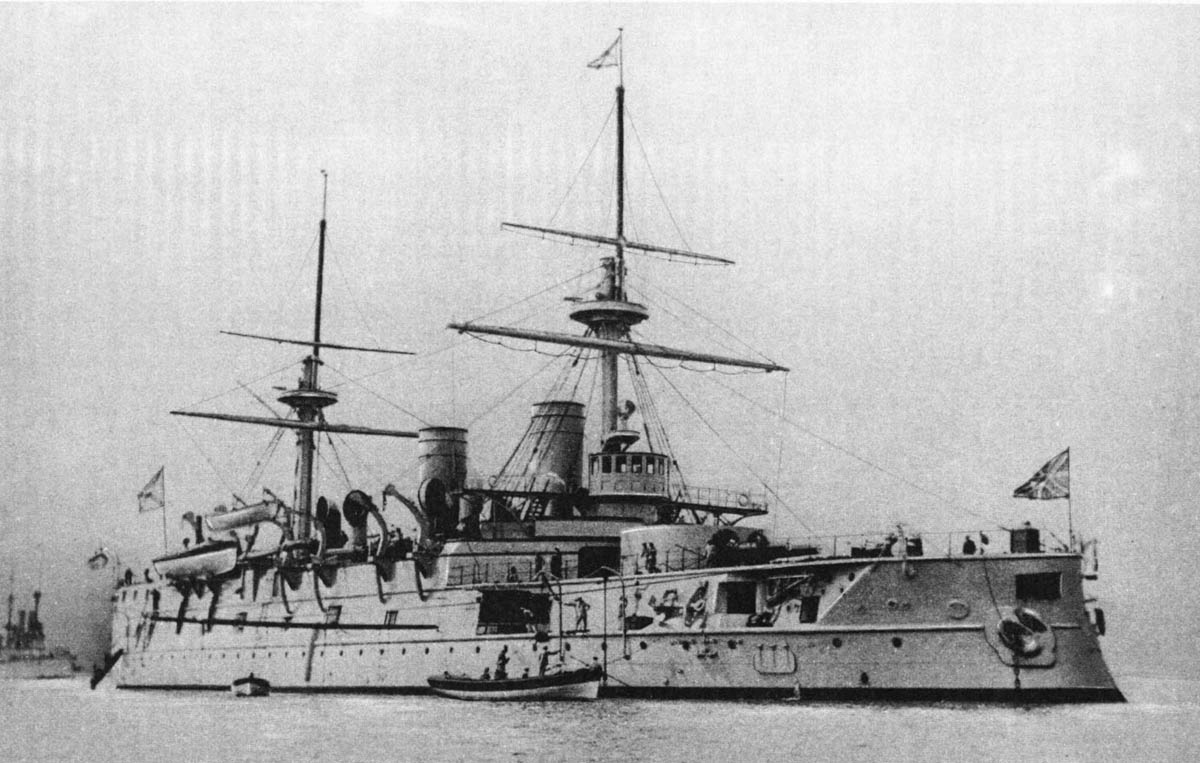
Buque blindado Imperator Nikolái I.

El blindado Imperator Nikolái I es considerado, según los expertos, el barco más controvertido de la historia de la flota rusa. El proyecto comenzó como una versión mejorada de los blindados o acorazados pre-dreadnought de su época, pero todo el equipo de artillería instalado en el barco ya estaba obsoleto a principios de siglo. Los viejos cañones de pólvora negra de cañón corto eran torpes, de corto alcance y lentos para recargar; El área del blindaje era pequeña y, como resultado, el barco estaba muy mal protegido contra fragmentos de proyectiles altamente explosivos y semiperforantes. Durante la modernización, se instalaron nuevas armas, pero no afectaron significativamente la efectividad de combate del buque. Al mismo tiempo, las características de conducción sí mejoraron significativamente.
Durante la Batalla de Tsushima, el acorazado causó graves daños a los barcos japoneses (perforando el blindaje de la torreta de 12 libras del acorazado del escuadrón Fuji, así como perforando el blindaje y dañando la dirección del crucero blindado Asama) debido al hecho que los comandantes japoneses tácticamente inexpertos se acercaron demasiado al barco. Pero esto no ayudó a la victoria general: el buque insignia y el escuadrón que lideraba se rindieron a los japoneses por decisión del contralmirante Nikolái Nebogatov.

## Galería

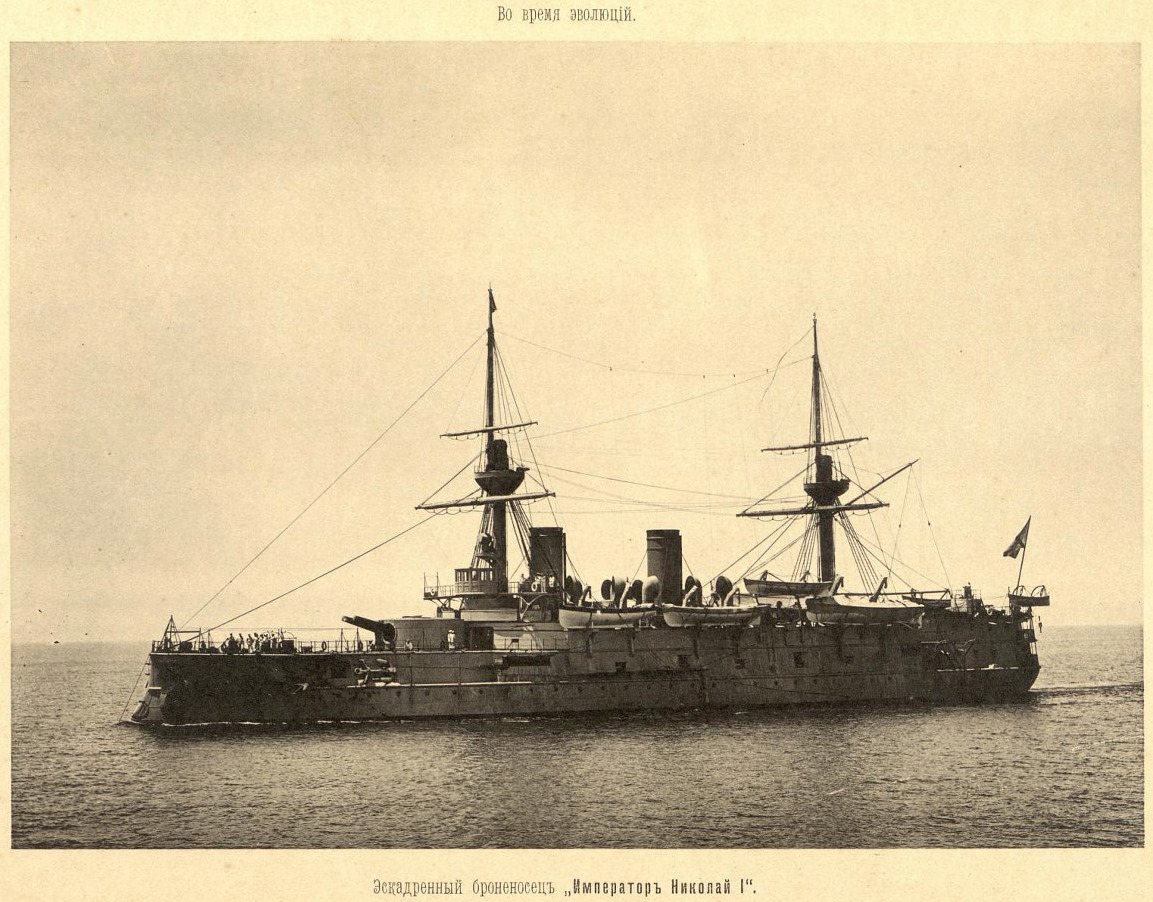
Buque blindado Imperator Nikolái I. Chefoo, primavera de 1895.
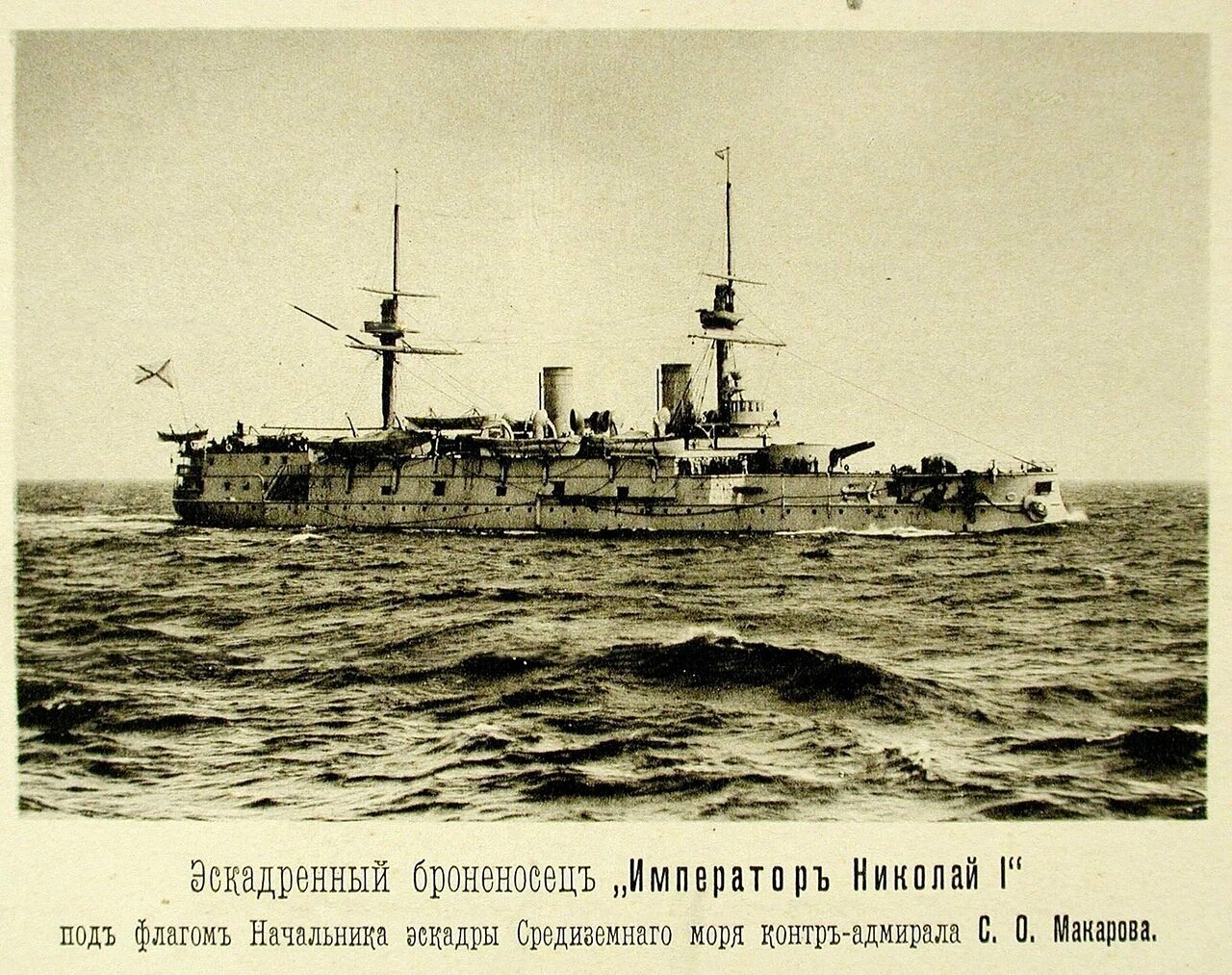
Buque blindado Imperator Nikolái I (bajo la bandera del Contralmirante S. O. Makárov). Chefoo, abril de 1895.
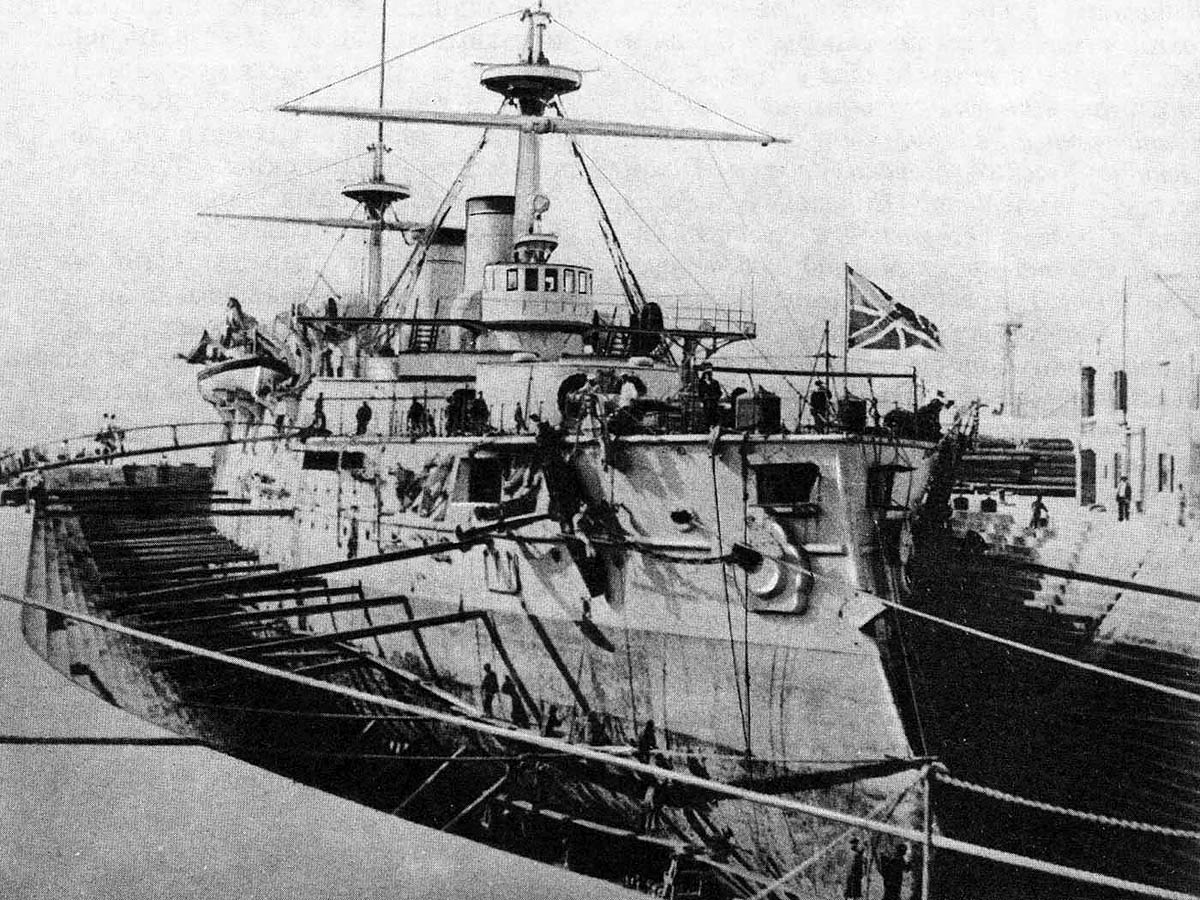
El blindado mientras atracaba en Hong Kong a finales de 1895.